# Тубре
Тубре (італ. Tubre) — муніципалітет в Італії, у регіоні Трентіно-Альто-Адідже,  провінція Больцано.
Тубре розташоване на відстані близько 560 км на північ від Рима, 85 км на північний захід від Тренто, 70 км на захід від Больцано.
Населення — 967 осіб (2014).

## Демографія
Населення за роками:

Станом на 1 січня 2023 року в муніципалітеті офіційно проживало 56 іноземців з 12 країн, серед них 22 громадяни країн Євросоюзу.

## Сусідні муніципалітети
- Глоренца
- Л
- Маллес-Веноста
- Мюштайр
- Прато-алло-Стельвіо
- Санта-Марія-Валь-Мюштайр
- Скуоль
- Стельвіо
- Валькава